# Aleksandr Aleksandrow (funkcjonariusz NKWD)
Aleksandr Aleksandrow (ur. 1907 w Twerze, zm. ?) – podoficer NKWD i MGB, jeden z wykonawców zbrodni katyńskiej.
Miał wykształcenie podstawowe, nie należał do partii. W 1935 wstąpił do NKWD. Wiosną 1940 brał udział w mordowaniu polskich więźniów w Twerze, za co 26 października 1940 został nagrodzony przez ludowego komisarza spraw wewnętrznych Ławrientija Berię. Miał stopień starszego sierżanta. W 1951 był kierowcą Zarządu MGB ZSRR obwodu kalinińskiego. Był odznaczony Orderem Czerwonej Gwiazdy (24 listopada 1950) i Medalem „Za zasługi bojowe” (4 grudnia 1945).